# 1129年
| 千纪： | 2千纪 |
| 世纪： | 11世纪 \| 12世纪 \| 13世纪                                                                                                   |
| 年代： | 1090年代 \| 1100年代 \| 1110年代 \| 1120年代 \| 1130年代 \| 1140年代 \| 1150年代                                             |
| 年份： | 1124年 \| 1125年 \| 1126年 \| 1127年 \| 1128年 \| 1129年 \| 1130年 \| 1131年 \| 1132年 \| 1133年 \| 1134年                   |
| 纪年： | 己酉年（鸡年）；西夏正德三年；大理保天元年；金天會七年；西辽延慶六年；南宋建炎三年；赵旉明受元年；越南天順二年；日本大治四年 |

## 大事记
- 中國
  - 宋高宗改江寧府為建康府作為行都。
  - 正月，完顏宗翰攻陷徐州，完顏宗翰親自率主力至沭陽，韓世忠潰敗，宋高宗出走揚州，渡江到京口，再依序奔往鎮江、長州、無錫至平江府。
  - 二月，金軍連克楚州（今江蘇省淮安市）、天長軍（今安徽省天長市）等地。宋高宗得知金軍逼近，於是逃往杭州，金軍率領輕騎進佔揚州，追至瓜洲渡。
  - 3月23日（农历宋高宗建炎三年三月初五癸未日），統制苗傅與威州刺史劉正彥擁三歲之太子趙旉即位，逼高宗趙構退位。史稱明受之變，後旋被張浚平定。高宗復位後繼用建炎年號。
  - 四月，宋高宗在文臣張浚、呂頤浩和武將韓世忠、劉光世、張俊等勤王之師的擁護下復辟。
  - 十月，完顏兀朮率金軍南侵，打敗杜充所率領的宋軍，攻破建康城，直逼臨安，宋高宗趙構南逃至越州（今浙江紹興），再逃到明州（今浙江寧波）。
  - 十二月，完顏婁室率金軍10萬人攻陝，爆發陝州之戰。
- 歐洲
  - 穆羅姆王公雅羅斯拉夫·斯維亞托斯拉維奇之子斯維亞托斯拉夫一世·雅羅斯拉維奇得到梁贊作為封地，建立梁贊大公國，定都奧卡河畔穆羅姆。

## 逝世
- 7月21日 - 苗傅，南宋将领，明受之变的发动者
- 7月21日 - 刘正彦，南宋将领，明受之变的发动者
- 7月24日 - 白河天皇，日本第72代天皇（生于1053年，24岁）
- 7月27日 - 元懿太子赵旉，南宋皇太子（生于1127年，2岁）
- 雅羅斯拉夫·斯維亞托斯拉維奇，基輔大公斯維亞托斯拉夫二世·雅羅斯拉維奇的兒子。